# 斑唇尾鯙
斑唇尾鯙，輻鰭魚綱鰻鱺目鯙亞目鯙科的其中一種，分布於印度太平洋區，從南非至密克羅尼西亞海域，棲息深度3-55公尺，體長可達37公分，為底棲性魚類，生活在礁石礫石海域，屬肉食性，生活習性不明。

## 擴展閱讀
維基物種上的相關：斑唇尾鯙